# نصف‌النهار ۱۲۹ درجه شرقی

نصف النهار ۱۲۹ درجه شرقی مرز بین ایالت های استرالیا را مشخص می‌کند.

نصف‌النهار ۱۲۹ درجه شرقی ۱۲۹مین نصف‌النهار شرقی از گرینویچ است که از لحاظ زمانی ۸ساعت و ۳۶دقیقه با گرینویچ اختلاف زمانی دارد.
این نصف‌النهار از قطب شمال شروع و از مناطق زیر گذشته و به قطب جنوب ختم می‌شود.
- روسیه
- چین
- اقیانوس هند
- استرالیا
- اقیانوس آرام